# Новогреческая литература
Новогреческая литература — период греческой литературы, нижней границей которого условно является XV век (от османского покорения Константинополя и собственно Греции) до нашего времени.
Следовательно, формирование новогреческой литературы тесно связано с освободительным национальным движением в Греции, которое стремилось к уничтожению турецкого владычества. Слои торговцев, преподавателей на этом этапе выстраивали свою культуру на обломках культуры Византии и классической древности. Выразителем настроений мятежных низов явилась устная поэзия клефтов — «разбойников», как их называли иностранцы. Эта своеобразная реставрация византийской и древнегреческой литературы, с одной стороны, и народная устная поэзия — с другой, легла в основу новогреческой литературы.

## XV—XVII века
Турецкое господство, длившееся на протяжении нескольких веков, не привело, однако, к значительному влиянию Турции на греческую культуру. Между Турцией и Грецией резкой чертой пролегло коренное отличие в культуре, морали и традициях. Порабощенная Греция также мало подверглась воздействию Западной Европы. Большое значение в деле сохранения греческой самобытности имела турецкая система миллетов и сохраненная самостоятельность православной церкви, объединявшей города и села вокруг себя как церковные приходы и сохранявшей связь с прошлым страны. Хозяйственно заинтересованная в сохранении национального единства Греции, Церковь не могла не оказать значительного влияния на развитие новогреческой литературы. Ею культивировались «чистота» языка, застывшие его формы, «аттицизм», тяготение к классической традиции.
Живое поэтическое слово существовало лишь в неписаном виде в народных песнях клефтов и маниотов, свободных горных жителей, избегавших любого подчинения. Литературная деятельность духовенства с первой половины XVI века сосредоточилась в патриаршей школе Константинополя — в «Эллинской академии», служившей для всех других греческих городов образцом для подражания. Из Академии выходили многочисленные ученые — схоласты. Писались многотомные ученые труды по богословию, истории, географии, преимущественно недоступные широкой общественности. Исключение представлял константинопольский патриарх Кириллос Лукарис, который проявлял большой интерес к народной речи. Впоследствии он был причислен к еретикам за перевод Евангелия на народный язык и исповедание веры, которая примерно совпадала с кальвинизмом. Поколение за поколением ученые педанты культивировали мертвую старину, высшее духовенство даже в быту употребляло древнегреческий язык.
Значительный поэт этой эпохи — Стефанос Сахликис, который жил на Крите в Ираклионе. Творчество его отличается среди других литературных явлений эпохи и стилистикой (преимущественно грубоватая сатира), и (в первую очередь) — языком. Сахликис писал чистым народным языком, без примесей книжности.

## XVIII век
С начала XVIII века большая Порта начала привлекать образованных греков к себе на службу. Греки, которые служили при дворе турецкого султана, назывались фанариотами, по названию квартала Фанар в Константинополе, где жил патриарх. Некоторые фанариоты в начале XVIII века были назначены правителями турецких областей на Дунае (Молдавия и Валахия). Фанариоты способствовали развитию национального самосознания и роста образования. Среди них встречались и блестящие таланты, как Александрос Маврокордатос (позднее премьер-министр Греции), оставивший ряд литературных трудов («Рассуждения о кровообращении», «Всемирная история от сотворения мира до последнего времени»). Кроме него пользовались большой популярностью на острове Крит проповедник священник Каравелла и Дмитрий Кантемир, написавший большую историю Османской империи.
С началом XVIII века развиваются образовательные учреждения. В Афинах в 1715 году учреждается Григориосом Сатиросом «Семинарий греческих наук», музей и ряд высших учебных заведений. Рост образования был обусловлен экономическим ростом греческого среднего класса. Венецианские торговые предприятия, с которыми были связаны греки, разрастались и привлекали греков в свои операции. Греки Фессалии, Македонии, Эпира и т. д. быстро таким образом составляли себе состояние, а это заставляло усилить заботу о национальном обучении и воспитании подрастающих поколений купцов.
По всей Греции возникают школы и типографии. Греческие ученые и писатели собирались в Бухаресте и в Яссах под покровительством греков-хозяев совместно с иностранными учеными и занимались как литературой, так и вопросами национального освобождения от турецкого владычества. Большинство греческих просветителей принадлежало к духовенству, поэтому и поэзия, и беллетристика мало преуспели в то время. Единственное поэтическое произведение этой эпохи — греческая поэма-романс «Эротокритос», написанная Вицендзосом Корнаросом (1737 года) в Ираклионе народным языком. Поэма состоит из десяти тысяч стихов и воспевает доблесть, терпение и любовь героя Эротокрита. Она пользовалась достаточно большой популярностью среди читателей.
С усилением экономических связей с Западом, западная литература все больше и больше проникала в Грецию. Французские классики — Мольер, Жан Расин, Шарль Луи де Монтескьё, Франсуа Фенелон, Бернар Ле Бовье де Фонтенель, произведения Вольтера и Руссо с усердием переводились образованными фанариотам конца XVIII и начала XIX веков. Не остались без внимания и английские и немецкие писатели, среди которых Ольвер Гольдсмит, Джон Локк, Кристоф Мартин Виланд, Шиллер и Гёте. Древняя и переводная литература была достоянием высших классов Греции. Среди собственно греческих писателей только некоторые пользовались успехом. Из них отличался Константинос (Кесарий) Дапонтес (1789), который писал дидактические стихи и воспевал в своих поэмах Богоматерь. Известен его «Сад граций». От своих современников Дапонтес отличался тем, что писал на языке, очень близком к народной разговорной речи.

### Народная поэзия

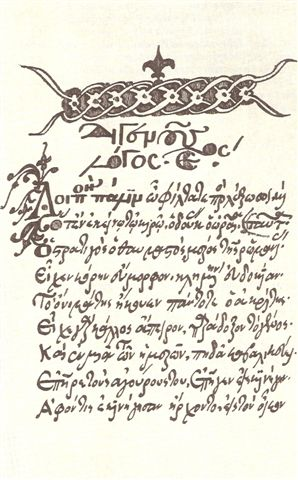
Рукопись «Дигенис Акритас»

Зато живая, настоящая поэзия развивалась среди неграмотных и неискушенных в науках «простолюдинов». Однако народная поэзия родилась не в XVIII веке, а гораздо раньше. Уже византийская эпопея «Дигенис Акритас», появившаяся до XIV века, своим источником имела народные песни. Большинство народных сюжетов представляли собой изменённые героические сюжеты древнегреческих произведений, прошедшие путь с Востока на Запад и оттуда занесенные опять на Восток, на малоазиатские берега и острова Греческого архипелага.
Новогреческие народные песни делятся на три рода:
- песни с историческим содержанием, как известная в с XV века «Песнь о взятии Константинополя турками» (1453)
- песни героические, воспевающие подвиги героев
- и песни бытовые.

Среди них выделяются своим пламенным чувством мятежные клефтские песни. Греческие общественные деятели второй половины XVIII века смотрели на клефтов, как на оплот будущих революционных войск против турок, клефтская поэзия своей революционной романтикой привлекла к себе внимание всего литературного мира как Греции, так и Запада, и нарушала вдохновение великих поэтов начала XIX века (Байрона, Пушкина и других классиков). Народные песни XVIII и начала XIX столетия изобилуют турецкими и многими итальянскими словами, вошедшими в обиход греческого языка, однако существенного влияния на построение стиха новогреческих песен иностранные соседи не имели. Насколько сильно нарастали революционные настроения среди новогреков, видно из героического заговора против турецкого владычества, организованного фессалийцем из села Велестино — поэтом Ригасом Фереосом. Заговор был раскрыт, а сам Ригас — расстрелян. Его «Пламенный гимн», хотя и не отличался большими художественными достоинствами, стал наиболее популярной песней новогреков, гимном борцов за независимость Греции.

## XIX век

### Противостояние Афинской и Ионической школ

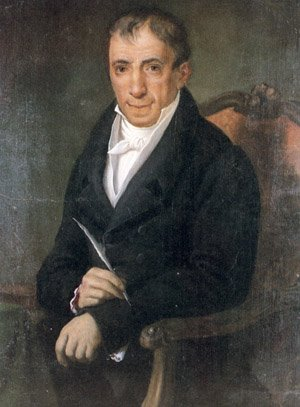
Адамантиос Кораис

Деятели освободительного движения, воспитанные на рационализме французских энциклопедистов, творили поэзию книжную и холодную, причем языком, лишенным жизни. Противником схоластической «чистоты» языка выступал Адамантиос Кораис, «просветитель новогреков», много работавший над приспособлением литературного языка фанариотов к народной речи. В основу своей новогреческого филологии Кораис положил новогреческий народный язык, обогатив его повседневными выражениями из древнегреческого языка, создав искусственный язык — кафаревуса. Предложенная им реформа вызвала многочисленные нападки со стороны пуристов-фанариотов. Например, Ризос-Нерулос, Яковос (1778—1850) написал направленную против Кораиса комедию «Коракистика» (греч. Κορακίστικα). Идея Кораиса имела и своих сторонников, среди которых Александрос Суцос (1808—1863) и Александрос Ризос Рангавис (1809—1892); автор «Грамматики современного греческого языка» Византинос, выступивший в 1863 году с оригинальной сатирой «Вавилонская башня» (греч. Βαβιλονια), в которой представлялись жители разных областей Греции, говорящие каждый на своем собственном диалекте; Иоаннис Виларас, который воспевал бога любви Эроса легкими стихами народным языком. Это движение защитников кафаревусы известно обобщающим названием Афинская школа.
Многие поэты, писавшие до освобождения Греции народным языком, впоследствии вернулись к сюжетам прошлого и аттическому диалекту. Таковы были упомянутый поэт и драматург, Александрос Ризос Рангавис, автор исторических драм, стремившийся просветить греков относительно их прошлого и воспитать их в национальном духе; Димитриос Вернардакис, популярный драматург, который пытался создать национальную трагедию и писал в псевдоклассическим духе: поэт Спиридона Василиадис (1845—1874) и талантливый поэт, драматург и критик Ангелос Влахос (1838), который ввел в свой отточенный язык забытые старинные обороты.

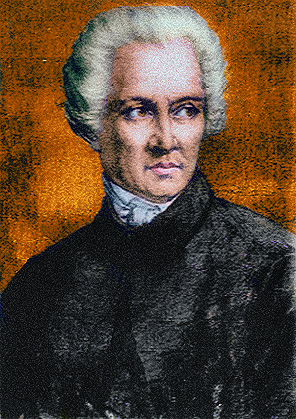
Дионисиос Соломос

В то время, как в Афинах и Константинополе образованные греки культивировали мертвый аттический язык, стараясь привить его народу, на Ионических островах развивается литературное движение, известное как Ионическая школа, особенно ярко расцветшая после Освободительной войны 1821—1829 годов. Наиболее выдающийся представитель ионического периода новогреческой литературы — поэт Дионисиос Соломос (1798—1856), известный и в наше время; вся современная Греция считает его национальным поэтом. Его перу принадлежит популярный «Гимн свободе», который появился вслед за освобождением Греции, написанный в 1824 народным живым языком — димотикой. Переведенный на музыку, он стал национальным гимном новой Греции. В более поздних произведениях, проникнутых пессимизмом, Соломос черпает материал из жизни крестьян. По стопам Соломоса последовал ряд поэтов, которые в большей или меньшей степени даже превосходили его как художника. Андреас Калвос (1792—1867), писавший на своем языке, не похожем ни на народный, ни на «очищенный» язык пуристов. Кальвос вслед за Соломосом воспевал страдания родной страны и борьбу за освобождение («Хиосская резня», «Пороховые погреба», «Море» и др.).
На смену героической борьбе после освобождения Греции пришла внутренняя политическая борьба с парламентскими буднями. К Ионической литературной школе во второй половине XIX века принадлежали Георгиос Терцетис (1800—1874) — поэт крестьянского восстания 1848 года, писавший на народном языке под сильным влиянием клефтской поэзии; Иаковос Полилас (1824—1896) — бытописатель деревни, который ставил своей задачей перевоспитание крестьян; Юлиос Типальдос (1814—1883), Герасимос Маркорас (1826—1911). К поэтам героических сюжетов относится романтик Аристотелис Валаоритис (1829—1879), поэзия которого в основе своей вполне выросла с клефтских песен, Залокостас, Георгий (1805—1858), писавший под влиянием итальянцев, и Мавилис, Лорендзос (1860—1912), который следовал по стопам поэтов молодой Германии.
Поэтов ионической школы объединял героизм эпохи борьбы за освобождение Греции, борьбы за народную речь в литературе и новые литературные формы. Однако их новаторство в области формы не шло дальше переноса литературных форм Запада в новогреческую литературу. Несколько особняком стоит своеобразная фигура сатирика общественного уклада и обычаев Греции того времени — Андреаса Ласкаратоса (1811—1901), писавший на народном диалекте своего родного острова Кефалонии. Известность он приобрел своеобразным романом «Кефалонийские таинства», в котором показывает никчемность и извращенность высших классов, их умственную ограниченность, нечистоплотность. В своих сатирических стихах Ласкаратос высмеивает церковь и культ святых.

### Подражание романтикам

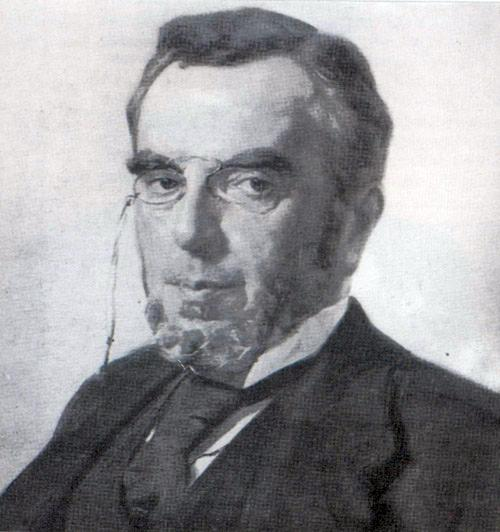
Деметриус Викелас

Ионическая школа греческой литературы выросла в эпоху борьбы за независимость. Многие из её представителей брались за оружие при каждом новом восстании, некоторые гибли, другие шли в организованную общественную борьбу, изменяя поэзию на публицистику. Для окрепшей Греции это бунтарство стало «лишним». Так появляются новые поэты и беллетристы, произведения которых характеризуют переходный период 1870—1880 годов. Эпигоны романтизма, они подражают литературным образцам Запада. К ним относятся Парасхос, Ахиллеас (1838—1895), Визиинос, Георгиос  (1849—1896), Аристоменис Провеленгиос (1850—1936), Деметриус Викелас (1835—1909) и многие другие. Викелас более известен тем, что уговорил своего друга Пьера де Кубертена провести Первые Олимпийские игры современности в Афинах, а сам впоследствии стал первым президентом Международного олимпийского комитета.
Очень типичным для того времени явлением стал еженедельный журнал «Роме», который издавал Георгиос Сурис (1852—1919). Этот журнал полностью состоял из стихов в обучающем духе, описывающих события афинской жизни за неделю на языке, который составляла смесь из схоластических и народных выражений. Среди множества такого рода писателей встречались по-настоящему талантливые, в частности Иоаннис Пападиамандопулос (1856—1910), который стремился вырваться из мещанской среды, переехал в Париж и получил общеевропейскую известность под именем французского поэта Жана Мореаса, и Николаос Епископопулос (1874−1944), который принял псевдоним Николя Сегюр и приобрел популярность выдающегося романиста во Франции.
Талантливый критик этого периода подражания западноевропейским романтикам — Эммануил Роидис (1835—1904), который осуществил огромное влияние на поколение молодых писателей Греции. Потеряв надежду на появление в своем отечестве гениального поэта, Роидис видел в изменении социальных условий жизни единственный путь к улучшению положения страны и создание самостоятельной литературы. Защите димотики и борьбе против пуристов, поклонников кафаревусы, он посвятил книгу под названием «Идолы», хотя сам всю жизнь писал на «очищенном языке».

### Новые течения конца XIX века

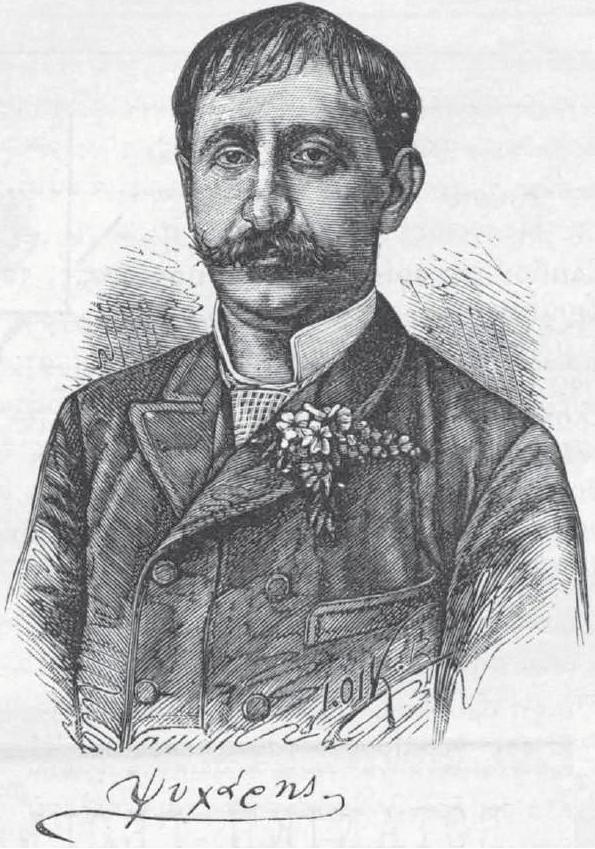
Яннис Психарис

Растущий класс греческих торговцев стремился приобщиться к европейской культуре, чему способствовали и европейские государства, главным образом Великобритания и Франция, стремившиеся укрепить своё влияние в Греции. Стремлением укрепить своё положение объясняется повышенный интерес к народным низам. Все эти моменты нашли своё отражение в новогреческой литературе конца XIX века. Тяготение к европейской цивилизации сказывалось во влиянии европейских поэтов и художников на греческих поэтов.
Молодое поколение поэтов в 1888 году группировалось вокруг журнала «Эсти» (греч. Ἑστία — очаг), управляемого поэтом-романтиком Георгиосом Дросинисом (1859—1951), представителем Новой афинской школы в литературе. Наиболее выдающимся поэтом этой группы был Костис Паламас — поборник народного димотического языка. Паламас в своем творчестве сочетал черты разных европейских литературных влияний и греческих литературных групп, принадлежал к богеме. Он был индивидуалистом, который проповедовал красоту ради красоты. Творчество Паламаса отличается совершенством формы. Одновременно он был значительным ученым в области лингвистики, одним из величайших в истории современной Греции. Все последующие поэты считали его своим учителем. К этой же группе присоединился Костас Кристаллис (1868—1894), стихи которого, построенные по клефтскому образцу, проникнуты глубокой печалью.
Особенно сильный толчок молодому литературному движению дал поэт Яннис Психарис (1854—1929), уроженец Одессы. Своей книгой «Мое путешествие» (1888) он резко поставил вопрос о языке. Психарис стал во главе новой филологической школы, известной под названием психаризм, которая ратовала за народный язык и объявила войну традициям в языкознании и пуризму в литературе. Прозаические произведения Психариса — психологические этюды. В пьесах своих он выступал противником ницшеанской философии сверхчеловека. Соратник Психариса Александрос Паллис выступил ещё более радикальным димотистом. Создав перевод «Илиады» на димотический язык (1904), он изменил метрику оригинала — гекзаметр — в политический стих, размерами которого пели песни клефтов, и часто употреблял провинциализмы. После этого выпустил переведенное ещё более вульгаризированный «Евангелие для народа». Издание «Евангелия» вызвало ожесточенную борьбу между сторонниками народного языка и пуристами, которые обвинили переводчика в кощунстве.

## Первая половинаXX века

### Довоенное время
Борьба этих двух направлений привела к образованию «Общества воспитания и обучения». Оно пропагандировало димотический язык с изменениями в сторону компромисса аттического и собственно народного языка, печатало на нём учебники и пособия и добивалось его признания правительством Греции. В 1917 правительство Элефтериоса Венизелоса опубликовало закон, по которому за димотикой признавался официальный статус и она вводилась в школьное преподавание. Консервативное правительство, пришедшее на смену Венизелосу, отменило этот закон. С возвращением Венизелоса к власти — закон был опять восстановлен. В это время непримиримыми борцами за димоитку выступали Клеантис Михаилидис, известный под псевдонимом Аргириса Ефталиотиса, который писал о новой Греции то в форме исторического повествования, то в форме новелл о жизни и быте островитян.

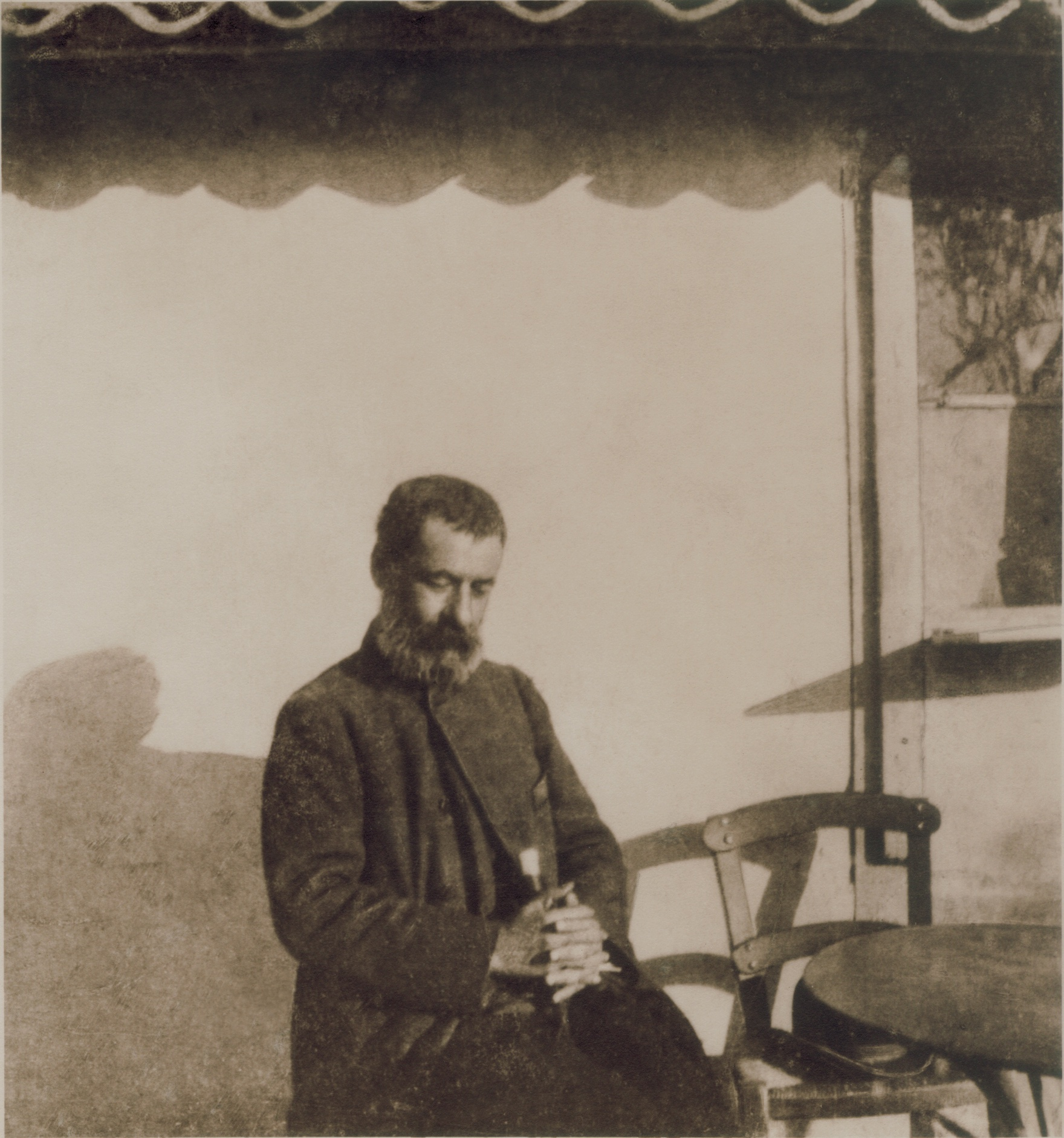
Александрос Пападиамандис

Кроме того, в начале XX века возрастает интерес к бытовому материалу. Уже Яннис Психарис требовал от писателей, чтобы они не порывали с родной страной, а внимательно изучали все мелочи жизни и быта. Появилась сельская новелла Янниса Влахоянниса (1867—1945), писавшего на преувеличенно грубом крестьянском языке. Христос Христовасилис (1861—1937) избирает объектом своего творчества жизнь пастухов Фессалии и окрестностей Янины, будучи большим знатоком фессалийского фольклора; Андреас Каркавитсас (1866—1922), по специальности врач, пишет о неудовлетворённости жизнью, тягости существования и торжестве зла, грубости и лжи; Димитрис Хадзопулос (1872 — ?), журналист по профессии, посвящает несколько сборников рассказов безрадостной жизни крестьян, задыхающихся от непосильной работы, или нарушителям правительственных декретов, спасающимся от правосудия в горах, подобно зверям. Его брат Костас Хадзопулос (псевдоним Петрас Василикос, 1868—1920), рассказывает о провинциальной семье, которая стремится преодолеть разорение. Для него жизнь общества представляется бессмысленным и смехотворным. Хадзопулос основал журнал «Искусство» (греч. Τεχνυ), который сыграл значительную роль в творчестве молодых писателей. О сельской жизни писали братья Спилиос и Костас Пассайанис, употреблявшие совершенно непонятные местные выражения.
Характерная трагическая судьба непризнанного при жизни Александроса Пападиамандиса (1851—1911). Для него существование представлялось непрерывной чередой бессмысленных и случайных бедствий, обрушивающихся на голову человека. Другие писатели начала XX века: П. Апостолидис, известный под псевдонимом «Нирвана» (не путать с Реносом Апостолидисом), поэт-пессимист, философ, который находился под сильным влиянием Шопенгауэра и Ницше; реальность для него полна печали; Хараламбос Аннинос (1852—1934) обладал редким даром сатирика морали, едко высмеивал «добродетели» афинских властей; Костантинос Феотокис (1872—1923), прославившийся своим романом «Осужденный», находился под сильным влиянием Льва Толстого и Федора Достоевского. Влияние Тургенева, Ницше и Ибсена чувствуется в произведениях романиста Григориоса Ксенопулоса (1867—1951), который выступает ярым поборником женских прав. Любимая его тема — жизнь женщины в современном обществе, которое лишает её каких-либо прав.

#### Первые женщины-литераторы
Одновременно в Греции позже, чем в других европейских странах, зародилось движение женщин за свои права. Следовательно, женщины в литературе Греции приняли участие только в начале XX века. В то же время, в творчестве женщин-литераторов эмансипация женщин выступала только одной из значительного круга тем. Первой греческой признанной общественностью романисткой стала Каллирои Паррено (1861—1940) с романами «Освобожденная», «Чародейка» и т. д. За ней последовали Александра Пападопулу (1867—1906), Ирини Дендрину (1879—1974), Юлия Драгуми (1858—1937) и наконец детская писательница Пенелопа Дельта, которая в своей прозе и стихах касалась важных, иногда острых, социальных тем. По стилю на Пенелопу Дельту похожа Сица Караисаки (? — 1987), которая в 1940-х годах уехала в Германию.

#### Драматические произведения
Новогреческие пьесы, за редкими исключениями, не видели новогреческой сцены, а греческие драматурги подражали Западу. Так, димотист Камбисис (1862—1902) вполне подражает Герхарту Гауптману, Ионнис Полемис (1862—1923) — Метерлинку , Христос Ласкарис — Эжену Лабишу. Более самостоятелен Спирос Мелас, сюжеты его драм взяты из жизни греческой мелкой буржуазии («Разрушенный дом», «Белое и чёрное»). Комедии почти не создавались. Основатель известного в Греции журнала «Нумас» (Νουμάς) Тангопулос (родился в 1867) выступил с сатирической пьесой «Живые и мертвые», в которой символически изобразил борьбу за язык между димотичным — живым направлением — и мертвым — академическим. Символическая драма, варианты ложно-классических трагедий и подражание современным европейцам — преобладающий характер репертуара тогдашней драматургии.

### Межвоенный период: пессимизм
Литературная Греция межвоенного времени мало чем отличается от предыдущего периода. После неудачной войны с Турцией 1922, которая лишила Грецию её владений на малоазиатском побережье и принесшая, кроме денежной задолженности своей покровительнице Англии, около 1,5 миллиона беженцев, главной заботой греков стало преодоление разорения и нищеты. Снова усиливается приток иностранного капитала в стране, главным концессионером в современной Греции становится ныне американский капитал. В стране происходят резкие социальные сдвиги. Эксплуатация рабочего класса выводит последний на забастовки. Кровопролитные столкновения рабочих с полицией, толпы безработных и беженцев привлекают к себе внимание. Политические партии, ориентируясь на то или иное государство, находились в постоянной борьбе.
Отсюда происходит такой сильный интерес греков к культуре европейских стран. Книжный рынок наполняется переводной литературой. Переводятся французские, немецкие, английские, скандинавские писатели: Антуан Франсуа Прево, Эмиль Золя, Ги де Мопассан — предмет восхищения читающей публики. Генрик Ибсен, Уолт Уитмен, Оскар Уайльд, Кнут Гамсун — известные в Греции не меньше, чем на Западе. Значительную заинтересованность вызвали и русские писатели — Лев Толстой, Максим Горький, Леонид Андреев.
Политические события, которые подготовили Национальный раскол в Греции, затем свержение монархии и установление диктатуры Иоанниса Метаксаса, развертывание Гражданской войны в Греции и распространение влияния Коммунистической партии Греции в итоге заставляют интеллигенцию обращать взоры в сторону Советского Союза. Интерес к советским поэтам был значительным. Так, издавались сборники стихотворных переводов Анны Ахматовой, Николая Гумилева, Веры Инбер, Александра Блока, Сергея Есенина.

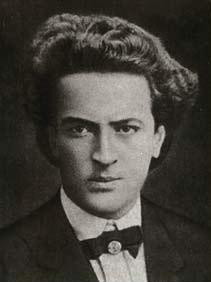
Ангелос Сикелианос

Среди отечественных авторов предвоенной эпохи поэт Милтиадис Малакасис (1869—1943) находился под влиянием неоромантиков и писал грустные и безвольные стихи; талантливый Димитриос Сипсомос, более известный под псевдонимом Ламброс Порфирас, полный горечи и пессимизма, воспевает «Триумф смерти». Поэт Гермонас находит своего кумира в Леконте де Лиле. Иоаннис Грипарис — великий мастер стиха — следует за своим учителем Жозе Марией де Эредиа. Молодой поэт Ангелос Сикелианос культивирует «свободный стих» в своих переводах древних классиков. Своеобразный поэт Сотирис Скипис — редкое явление в греческой литературе — нашёл себе переводчика на французский язык в лице Филеаса Лебега.
Все эти поэты — пессимисты-индивидуалисты, одиночки, проходящие мимо общественных событий. Однако в творчестве некоторых из них ярко проявились социальные мотивы. Настоящий бунтарь поэт Костас Варналис, по профессии учитель, выступает с пламенным стихотворением «Проклятый», бросая вызов властям. Оригинальный беллетрист Демосфенис Вутирас, изучающий быт и нравы бедняков, обездоленных, которые находят убежище в тавернах, выпускает памфлет на афинское общество под названием «В аду». Поэт Фотис Яфуллис обрушивается с революционной страстью на культуру архаики и воспевает производственный материал: кирпич, мрамор, камень. Ламброс Астериос противопоставляет академической метрике стиха «естественный ритм жизни». Лирик-импрессионист Захарис Папантониу позже стал известен как искусствовед и археолог. Профессор лингвистики с европейским именем Менос Филидас, редактирует димотичную энциклопедию, упражняется в эпических поэмах на димотичном языке.

#### Поколение 30-х
В конце 1920-х — начале 1930-х годов в новогреческой литературе стали развиваться модернистские тенденции в поэзии и прозе, авторы впервые опубликовывают работы, проникнутые освежающим настроением. Плеяда новогреческих модернистов начала XX века в литературоведении получила название «Поколение 30-х». Основная особенность их поэтического творчества — введение свободного стиха, а также первые попытки в плоскости сюрреализма, в то время как в прозу проникают элементы городской фантастики и отображаются некоторые модернистские тенденции, в частности внутренний монолог.

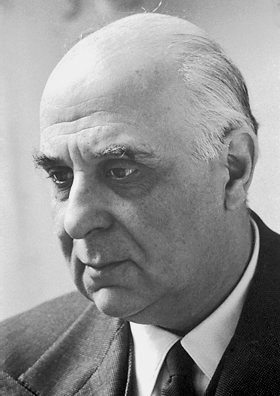
Нобелевский лауреат Йоргос Сеферис

Поэзия поколения 30-х годов полностью освобождается от влияния народной традиционной песни. Образцы свободных стихов впервые появились в 1920-е годы с произведениями Папацониса. В начале 1930-х годов все чаще поэзия публикуется в форме свободного стиха: в частности произведения, опубликованные в 1929 году Анастасиосом Дривасом, в 1930 году — сборник «Στου γλυτωμού του χάζι» Теодороса Дорроса, в 1933 году — стихи Никола Каласа, известного также под псевдонимом Никитас Рантос, в 1933 году — Йоргоса Сарантариса. В отличие от поэтов, которые позже присоединились к «Поколению 30-х годов», ранние стихи некоторых литераторов написаны не свободным стихом, а традиционным. Среди них поэзия Йоргоса Сефериса (лауреата Нобелевской премии 1963 года) в первых двух сборниках «Στροφή» (1931) и «Στέρνα» (1932), а также Янниса Рицоса «Τρακτέρ» (1934) и «Επιτάφιο» (1936). Наиболее важной вехой в поэзии Поколения 30-х стал 1935 год (по совпадению, в этот же год опубликована последний сборник Костиса Паламаса), с образованием альманаха «Νέα Γράμματα», сотрудничавшего с основными представителями своего поколения, публикуя произведения упомянутого Йоргоса Сефериса, другого Нобелевского лауреата Одисеаса Элитиса, а также первого греческого поэта-сюрреалиста Андреаса Эмбирикоса. В дальнейшем в «Νέα Γράμματα» опубликовали свои стихи свободным стихом Рицос, Никифорос Вреттакос, второй по величине греческий представитель сюрреализма Никос Энгонопулос.
Романисты, представители «Поколения 30-х» отличаются необычайной многообразием особых черт, присущих каждому отдельно, но общим для всех было обновление прозы. Общие тенденции можно разделить на три группы: проза писателей — уроженцев Малой Азии и восточных Эгейских островов, которая оставалась близкой к традиции, отталкиваясь главным образом от места происхождения писателя, поэтому часто называется «Αιολική Σχολή» — Эолийская школа (среди представителей Стратис Миривилис, Илиас Венезис, Кондоглу, Фотис и Дукас, Стратис); проза, рождённая основными тенденциями реалистичных городских романов (Георгиос Теотокас, Ангелос Терзакис, М. Карагатсис и т. д.); и наконец проза представителей модернизма, для которых характерны тенденции нарушения традиций реалистического повествования и введение новых методов, в частности внутреннего монолога. Последнюю группу часто называют «Σχολή της Θεσσαλονίκης», «Солунской школой», поскольку наиболее значительные её представители работали в Салониках — Стелиос Ксефлудас, Никос Гавриил Пентзикис. Примечательной тенденцией прозы поколения 30-х после установления диктатуры Иоанниса Метаксаса 1936 года стал переход к воспоминаниям о детстве (роман «Λεωνής» Георгиоса Теотокаса) или историческим романам («Πριγκηπέσσα Ιζαμπώ» Ангелоса Терзакиса). Это смещение трактуется как добровольная «цензура» писателей к статус-кво.

#### Женщины-литераторы
Среди поэтесс в межвоенный период выделяется искренностью женского чувства учительница по специальности Дора Моацу. Она выпустила в 1928 сборник «Стихи», по которому можно проследить, как от интимной лирики молодая поэтесса переходит к социальным темам. К ним примыкают две другие поэтессы — Дипломаламу и Фанни Цара. Наиболее яркая и талантливая поэтесса Греции этого периода — преподавательница декламации в Афинской консерватории Феона Дракопулу, известная под псевдонимом Мертиотисса. Начав с подражания французской поэтессе де Ноайль и восхищаясь стихами Анны Ахматовой, она обнаруживает в своей лирике много трагического пафоса, который особенно ярко выступает в её стихотворении «Народ», навеянном событиями гражданской борьбы 1926 года периода Второй Греческой Республики. Как критик начинает деятельность Элени Негропонта-Уране (псевдоним «Алькис Трилос»), для которой характерен глубокий социальный анализ художественных произведений.

## Вторая половина XX века

### Вторая мировая война и гражданская война
Оккупация Греции и Гражданская война, продолжавшаяся до 1949 года, произвели прямое влияние на литературу этого периода, особенно на поэзию: абсолютное большинство стихотворений, написанных в течение декады 1940-х годов ссылается в своих сюжетах на исторический момент, либо непосредственно, как в форме песни, в частности «Άσμα ηρωικό και πένθιμο για τον χαμένο ανθυπολοχαγό της Αλβανίας» (Героическая песня и траур по погибшему лейтенанту в Албании) Одиссеаса Элитиса, или в переносном смысле, используя ссылки на более старые моменты истории — «Ρωμιοσύνη» Янниса Рицоса или «Μπολιβάρ» Никоса Энгонопулоса.
В прозе, однако, обращение к сюжетам прошлого поколением писателей 30-х годов негативно интерпретировано как попытка к бегству от реальности. Хотя существовала и проза, вдохновленная опытом войны, в частности «Πλατύ ποτάμι» Янниса Бератиса, «Μνήμα της γριάς» Ангелоса Влахоса. Однако использование опыта войны в сюжетах прозы стало сильнее в следующем десятилетии. Кроме того в 1940-е годы Никос Казандзакис впервые опубликовал свой роман «Βίος και πολιτεία του Αλέξη Ζορμπά». Увидели свет и два произведения греческих женщин-литераторов, которые открыли путь новым тенцециям, что будут господствовать в ближайшие десятилетия — «Ψάθινα καπέλα» Маргарито Лимбераки (1946) и «Contre-temps» Мимика Кранака (1947).
В этот же период, поэт и театральный писатель Кодзюлас, Георгиос, а также Ротас, Василис, организовали на освобождённых от оккупантов территориях театральное движение «Театр гор».

### Послевоенная эпоха

#### Поэзия
Характеризуя поэзию послевоенной эпохи, современные литературоведы используют различные классификации. Однако наиболее значительным считается группа поэтов, писавших стихи «социальные» или «политические», в том числе поэты с леворадикальными убеждениями, которые испытывали преследования за свои идеи. Среди таких Манолис Анагностакис, Тасос Ливадитис, Титосэ Патрикиос. Среди выдающихся поэтов, творчество которых выходит за рамки конкретного течения, Мильтос Сахтурис, Такис Синопулос, Никос Карузос. Для поэзии первых двух общими чертами являются изображения ужасных картин несчастий и притеснений, иногда связанные с применением некоторых принципов сюрреализма, что характерно для работ ряда других поэтов, таких как Яннис Даллас, Димитрис Пападицас и Элени Вакала. Поэзия Никоса Карузоса характеризуется как «религиозная» или «философская» через тесную связь с православными религиозными традициями.
Среди современных греческих поэтов выделяются Лена Паппа, Кики Димула, Такис Варвициотис, Екатерина Ангелаки-Рук, Йоргос Картер, Яннис Варверис, Панос Капонис, Яннис Контос, Антонис Фостирис, Динос Сиотис, Насос Вагенас, Йоргос Веис, Харис Влавианос, Димитрис П. Краниотис, Константинос Бурас, Димитрис Палазис, Афина Пападакис, Димитрис Потамитис, Лефтерис Пулиос, Йоргос Маркопулос, Дженни Масторакис, Стефанос Бекаторос, Василис Стериадис, Наташа Хадзидаки, Панос Кипариссис, Телемахос Хитирис. Большинство из них относится к так называемому поколению 70-х, или «ποίηση της αμφισβήτησης» («поэзия вызова»), как её охарактеризовал Васос Варикас.

#### Проза
Первые послевоенные романисты опирались на опыт войны, оккупации и гражданской войны. Особенно ярко это проявилось в таких произведениях, как «Πολιορκία» Александроса Котзиаса, «Πυραμίδα 67» Реноса Апостолидиса и «Ακυβέρνητες πολιτείες» Стартиса Циркаса, которые заложили основы современной прозы. Среди других тематических областей, из которых послевоенные прозаики черпали сюжеты, — повседневная городская жизнь. Наиболее значительные представители городского романа — Костас Тахцис, Йоргос Иоанну, Менис Кумантареас. Одновременно существовало течение скептического отражения современных экономических, социальных и политических реалий. Это прежде всего «Φράγμα» Спироса Пласковитиса, «Τριλογία» Василиса Василикоса и «Λάθος» Антониса Самаракиса. Большинство инновационных тенденций в использовании методов модернизма и сложных реалистичных методов появляются в работах Никоса Кахитициса и Йоргоса Химонаса.
Среди современных греческих прозаиков выделяются Христос Хоменидис Маро Дука, Христос Иконому, Дидо Сотириу, Никос Темелис, Иоанна Каристиани, Евгения Факин, Реа Галанаки, Танасис Валтинос, Яннис Ксантулис, Соти Триантафиллу, Манос Контолеон, Павлос Матесис, Алки Зеи, Мария Иорданиду, Христос Зурарис (Дейпнософист).